# Дискография на „Уан Дайрекшън“
Дискографията на британската група „Уан Дайрекшън“ се състои от 5 албума и 17 сингъла. Групата има издадени 16 видеоклипа към песни. „Уан Дайрекшън“ има договор с музикалната компания на Саймън Коуел „Сайко Рекърдс“.

## Албуми

### Студийни албуми
| Албум             | Детайли                                                                              | Позиция в класация | Позиция в класация                                                                    | Позиция в класация | Позиция в класация | Позиция в класация | Позиция в класация | Позиция в класация | Позиция в класация | Позиция в класация | Позиция в класация | Продажби                                                                                  | Сертификати |   |   |                                                                     | |
| ----------------- | ------------------------------------------------------------------------------------ | ------------------ | ------------------------------------------------------------------------------------- | ------------------ | ------------------ | ------------------ | ------------------ | ------------------ | ------------------ | ------------------ | ------------------ | ----------------------------------------------------------------------------------------- | --- | - | - | ------------------------------------------------------------------- | --- |
| Албум             | Детайли                                                                              | Up All Night       | - Издаден: 18 ноември, 2011 - Формат: CD, дигитален формат - Компания: Syco, Columbia | 2                  | 1                  | 18                 | 1                  | 15                 | 16                 | 1                  | 1                  | Продажби                                                                                  | Сертификати | 1 | 1 | Свят: 5 000 000 - : 1 100 000 - : 2 050 000 - : 450 000 - : 240 000 | - : 3 пъти платинен - : 2 пъти платинен - : 5 пъти платинен - : 3 пъти платинен - : Златен - : 3 пъти платинен - : Платинен - : 3 пъти платинен |
| Take Me Home      | - Издаден: 13 ноември 2012 - Формат: CD, дигитален формат - Компания: Syco, Columbia | 1                  | 1                                                                                     | 2                  | 1                  | 3                  | 2                  | 1                  | 1                  | 1                  | 1                  | Свят: 5 000 000 - : 960 255 - : 2 020 000                                                 | - : 3 пъти платинен - : 2 пъти платинен - : 3 пъти платинен - : 3 пъти платинен - : Платинен - : Златен - : 3 пъти платинен - : 3 пъти платинен - : 2 пъти платинен |   |   |                                                                     | |
| Midnight Memories | - Издаден: 25 ноември 2013 - Формат: CD, дигитален формат - Компания: Syco, Columbia | 1                  | 1                                                                                     | 2                  | 1                  | 2                  | 5                  | 1                  | 2                  | 2                  | 1                  | Свят: 4 000 000 - : 823 000 - : 1 510 000 - : 160 000 - : 160 000 - : 100 000 - : 180 000 | - : 2 пъти платинен - : Платинен - : 4 пъти платинен - : Златен - : 2 пъти платинен - : Платинен - : 3 пъти платинен - : 3 пъти платинен - : Платинен               |   |   |                                                                     | |
| Four              | - Издаден: 17 ноември 2014 - Формат: CD, дигитален формат - Компания: Syco, Columbia | 1                  | 1                                                                                     | 1                  | 1                  | 2                  | 5                  | 1                  | 1                  | 1                  | 1                  | Свят: 3 500 000 - : 600 000 - : 1 000 000 - : 140 000 - : 100 000 - : 100 000             | - : 2 пъти платинен - : Платинен - : 2 пъти платинен - : Златен - : Платинен - : Платинен - : 2 пъти платинен - : Платинен                                          |   |   |                                                                     | |
| Made in the A.M.  | - Издаден: 13 ноември 2015 - Формат: CD, дигитален формат - Компания: Syco, Columbia | 2                  | 2                                                                                     | 2                  | 2                  | 4                  | 2                  | 1                  | 1                  | 2                  | 1                  | Свят: 3 500 000 - : 362 000 - : 1 310 000                                                 | - : Платинен - : Платинен - : Платинен - : Златен - : Платинен - : Златен - : Платинен - : Платинен - : Златен                                                      |   |   |                                                                     | |

### EP-та
| Детайли | Позиция в класация           | Позиция в класация | Позиция в класация | Позиция в класация | Позиция в класация |     |
| ------- | ---------------------------- | ------------------ | ------------------ | ------------------ | ------------------ | --- |
| Детайли | iTunes Festival: London 2012 | —                  | —                  | —                  | —                  | 140 |

### Видео албуми
| Детайли | Позиция в класация                                                                                       | Позиция в класация | Позиция в класация | Позиция в класация | Позиция в класация |   |
| ------- | --- | ------------------ | ------------------ | ------------------ | ------------------ | - |
| Детайли | One Direction: Up All Night – The Live Tour - Издаден: 28 май, 2012 Формат: DVD Компания: Syco, Columbia | 6                  | 1                  | —                  | —                  | 1 |

## Сингли
| Година       | Заглавие                             | Позиция в класация | Позиция в класация       | Позиция в класация | Позиция в класация | Позиция в класация | Позиция в класация | Позиция в класация | Позиция в класация | Позиция в класация | Позиция в класация | Сертификати                                                                                                   | Албум             |   |   | |              |
| ------------ | ------------------------------------ | ------------------ | ------------------------ | ------------------ | ------------------ | ------------------ | ------------------ | ------------------ | ------------------ | ------------------ | ------------------ | --- | ----------------- | - | - | --- | ------------ |
| Година       | Заглавие                             | 2011               | What Makes You Beautiful | 1                  | 7                  | 28                 | 9                  | 39                 | 40                 | 1                  | 41                 | Сертификати                                                                                                   | Албум             | 2 | 4 | - : Платинен - : 4 пъти платинен - : 7 пъти платинен - : 5 пъти платинен - : Платинен - : 2 пъти платинен | Up All Night |
| Gotta Be You | 3                                    | 2011               | —                        | —                  | —                  | —                  | —                  | 3                  | 98                 | —                  | —                  | |                   |   |   | | Up All Night |
| 2012         | One Thing                            | 39                 | 3                        | —                  | 17                 | 91                 | —                  | 6                  | 60                 | 16                 | 9                  | - : Сребърен - : Платинен - : 4 пъти платинен - : 2 пъти платинен - : Златен - : Златен                       |                   |   |   | | Up All Night |
| 2012         | More Than This                       | 86                 | 49                       | —                  | —                  | —                  | —                  | 39                 | —                  | —                  | —                  | - : Златен |                   |   |   | | Up All Night |
| 2012         | Live While We're Young               | 3                  | 2                        | 8                  | 2                  | 20                 | 22                 | 1                  | 10                 | 1                  | 3                  | - : Златен - : Платинен - : 2 пъти платинен - : Платинен - : Златен - : Платинен                              | Take Me Home      |   |   | |              |
| 2012         | Little Things                        | 1                  | 1                        | 1                  | 20                 | 9                  | 8                  | 1                  | —                  | 1                  | 33                 | - - : Златен - : Платинен - : 2 пъти платинен - : Платинен - : Златен                                         | Take Me Home      |   |   | |              |
| 2013         | Kiss You                             | 9                  | 13                       | 57                 | 30                 | 36                 | 69                 | 7                  | 47                 | 13                 | 46                 | - : Сребърен - : Златен - : Златен - : Златен - : Златен                                                      | Take Me Home      |   |   | |              |
| 2013         | "One Way Or Another (Teenage Kicks)" | 1                  | 3                        | 12                 | 9                  | 17                 | 22                 | 1                  | 9                  | 3                  | 13                 | - : Златен - : Златен - : Платинен - : Златен - : Златен                                                      | Midnight Memories |   |   | |              |
| 2013         | Best Song Ever                       | 2                  | 4                        | 17                 | 2                  | 12                 | 20                 | 2                  | 3                  | 3                  | 2                  | - : Златен - : Платинен - : Платинен - : Златен - : Златен                                                    | Midnight Memories |   |   | |              |
| 2013         | Story of My Life                     | 2                  | 3                        | 12                 | 3                  | 22                 | 21                 | 1                  | 5                  | 1                  | 6                  | - : Платинен - : 3 пъти платинен - : 2 пъти платинен - : 2 пъти платинен - : Златен - : Платинен - : Платинен | Midnight Memories |   |   | |              |
| 2014         | Midnight Memories                    | 39                 | 45                       | 22                 | 35                 | 14                 | 91                 | 3                  | 7                  | 3                  | 12                 | | Midnight Memories |   |   | |              |
| 2014         | "You & I"                            | 19                 | 23                       | 35                 | 78                 | 42                 | 52                 | 7                  | —                  | 22                 | 68                 | | Midnight Memories |   |   | |              |
| 2014         | Steal My Girl                        | 3                  | 9                        | 14                 | 14                 | 19                 | 27                 | 3                  | 15                 | 9                  | 13                 | - : Златен - : Златен - : Платинен - : Платинен - : Златен - : Златен                                         | Four              |   |   | |              |
| 2014         | Night Changes                        | 31                 | 33                       | 42                 | 20                 | 106                | 79                 | 13                 | —                  | 11                 | 7                  | - : Сребърен - : Платинен - : Златен - : Златен - : Златен - : Златен                                         | Four              |   |   | |              |
| 2015         | Drag Me Down                         | 3                  | 1                        | 1                  | 4                  | 1                  | 10                 | 1                  | 4                  | 1                  | 1                  | - : Платинен - : 2 пъти платинен - : Златен - : Платинен - : Платинен                                         | Made in the A.M.  |   |   | |              |
| 2015         | Perfect                              | 2                  | 4                        | 2                  | 13                 | 8                  | 20                 | 1                  | 3                  | 7                  | 10                 | - : Златен - : 2 пъти платинен - : Платинен - : Платинен                                                      | Made in the A.M.  |   |   | |              |
| 2016         | History                              | 6                  | 25                       | 17                 | 46                 | 54                 | 77                 | 8                  | 7                  | 14                 | 65                 | - : Платинен - : Платинен - : Златен - : Платинен                                                             | Made in the A.M.  |   |   | |              |